# Paranoid (album Black Sabbath)
| Recensione    | Giudizio |
| ------------- | -------- |
| AllMusic      |          |
| Blender       |          |
| Rolling Stone |          |
| Pitchfork     |          |

Paranoid è il secondo album in studio del gruppo musicale britannico Black Sabbath, pubblicato per la prima volta nel Regno Unito il 18 settembre 1970 dalla Vertigo Records.

## Descrizione
(Ozzy Osbourne parla di Paranoid)
Registrato, in soli cinque giorni, negli stessi studi in cui fu registrato il primo album, inizialmente doveva essere pubblicato con il titolo di War Pigs (l'omonima canzone si chiamava Walpurgis e aveva un testo diverso) a causa dell'impatto della guerra del Vietnam, poi il titolo fu cambiato in Paranoid, anche se sulla copertina rimane la rappresentazione di un war pig (tradotto letteralmente: porco da guerra). Con Paranoid i Black Sabbath mostrano di sapere andare oltre l'immagine "oscura" del loro primo album proponendo dei brani con temi più attuali come War Pigs, che ha un testo pacifista o Iron Man, con un testo fantascientifico.
L'album riscosse un notevole successo commerciale (rappresenta tuttora il maggior successo del gruppo), certificato con sei dischi di platino (uno in Canada, quattro negli Stati Uniti e uno in Italia) e uno d'oro (nel Regno Unito)  e contribuì alla nascita degli stilemi dell'heavy metal. Tutti i brani dell'album hanno riscosso un grande successo (eccetto Rat Salad, una jam session con un assolo di batteria di Bill Ward), in particolare War Pigs, Paranoid (questo brano, molto popolare negli anni settanta, ha lasciato un evidente segno nella storia della musica rock in generale ed è stato nel tempo oggetto di numerose cover da parte di svariati artisti, tra cui gli Iron Maiden, i Faith No More, i Pantera e i Megadeth), Planet Caravan (questo brano sarà reinterpretato dai Pantera che lo pubblicheranno anche come singolo), Iron Man e Fairies Wear Boots.

## Accoglienza
(Rolling Stone)
Nei decenni successivi alla sua pubblicazione iniziale, Paranoid è stato considerato da molti come il miglior album dei Black Sabbath, e secondo alcuni è il migliore album heavy metal di tutti i tempi.
All'epoca l'album, come il suo predecessore, fu giudicato male dal critico musicale Robert Christgau, che lo classificò con il voto C-, pur ammettendo che i Black Sabbath lo avessero stupito con il loro heavy metal. Tuttavia, in seguito, la critica si è mostrata molto più favorevole nei confronti dell'album, rispetto a quelle poche critiche negative degli anni settanta. Steve Huey, di All Music Guide, cita Paranoid come «uno dei più grandi e influenti album heavy metal di tutti i tempi» e ha inoltre definito il sound heavy metal di Paranoid come «lo stile più heavy metal di qualsiasi altro album nella storia», mentre Ben Mitchell di Blender lo ha descritto come «il più grande album heavy metal di tutti i tempi».
Nel giugno del 2017 la rivista Rolling Stone ha collocato l'album al primo posto tra i 100 migliori album metal di tutti i tempi.

## Tracce
Testi di Ozzy Osbourne., musiche di Geezer Butler,  Ozzy Osbourne, Tony Iommi e Bill Ward.
1. War Pigs – 7:55 – Nella versione USA dell'album il titolo è Luke's Wall/War Pigs.
2. Paranoid – 2:50
3. Planet Caravan – 4:30
4. Iron Man – 6:00
5. Electric Funeral – 4:50
6. Hand of Doom – 7:10
7. Rat Salad – 2:30
8. Fairies Wear Boots – 6:15 – Nella versione USA dell'album il titolo è Fairies Wear Boots/Jack the Stripper

Durata totale: 42:00
Primo CD bonus nell'edizione deluxe del 2009
1. War Pigs (quadrafonic mix) – 7:58
2. Paranoid (quadrafonic mix) – 2:52
3. Planet Caravan (quadrafonic mix) – 4:35
4. Iron Man (quadrafonic mix) – 5:58
5. Electric Funeral (quadrafonic mix) – 4:52
6. Hand of Doom (quadrafonic mix) – 7:09
7. Rat Salad (quadrafonic mix) – 2:30
8. Fairies Wear Boots (quadrafonic mix) – 6:14

Secondo CD bonus nell'edizione deluxe del 2009
1. War Pigs (strumentale) – 7:58
2. Paranoid (alternative lyrics) – 2:52
3. Planet Caravan (alternative lyrics) – 4:35
4. Iron Man (strumentale) – 5:58
5. Electric Funeral (strumentale) – 4:52
6. Hand of Doom (strumentale) – 7:09
7. Rat Salad (alternative mix) – 2:30
8. Fairies Wear Boots (strumentale) – 6:14

## Formazione

### Gruppo
- Ozzy Osbourne – voce
- Tony Iommi – chitarra
- Terry "Geezer" Butler – basso
- Bill Ward – batteria

### Turnisti
- Tom Allom – pianoforte (traccia 3)

### Personale tecnico
- Rodger Bain – produzione
- Marcus Keef – design, fotografia, copertina
- Tom Allom – ingegneria del suono
- Brian Humphries – ingegneria del suono

## Classifiche
| Classifica                | Posizione |
| ------------------------- | --------- |
| Official Albums Chart     | 1         |
| ARIA Charts               | 4         |
| Hit parade Italia         | 5         |
| SNEP                      | 9         |
| Billboard 200             | 12        |
| Billboard Canadian Albums | 20        |

## Riconoscimenti
| Pubblicazione              | Paese                  | Riconoscimento                            | Anno | Posizione |
| -------------------------- | ---------------------- | ----------------------------------------- | ---- | --------- |
| Rolling Stone              | Stati Uniti (bandiera) | The 500 Greatest Albums of All Time       | 2012 | 131       |
| Rock and Roll Hall of Fame | Stati Uniti (bandiera) | Rock and Roll Hall of Fame Definitive 200 | 2007 | 62        |
| Guitar World               | Stati Uniti (bandiera) | 100 Greatest Guitar Albums Of All Time    | 2006 | 6         |

## Edizioni
| Paese       | Data              | Etichetta             | Formato  |
| ----------- | ----------------- | --------------------- | -------- |
| Europa      | 18 settembre 1970 | Vertigo Records       | LP       |
| Stati Uniti | 7 gennaio 1971    | Warner Bros. Records  | LP       |
| Regno Unito | Dicembre 1973     | Vertigo Records       | LP       |
| Stati Uniti | 1975              | Warner Bros. Records  | LP       |
| Regno Unito | Gennaio 1976      | Vertigo Records       | LP       |
| Regno Unito | 28 febbraio 1996  | Castle Communications | CD       |
| Regno Unito | 2004              | Sanctuary Records     | CD       |
| Regno Unito | 30 marzo 2009     | Sanctuary Records     | 2 CD+DVD |